# Claude-Louis Renard
 (avril 2021).
Si vous disposez d'ouvrages ou d'articles de référence ou si vous connaissez des sites web de qualité traitant du thème abordé ici, merci de compléter l'article en donnant les références utiles à sa vérifiabilité et en les liant à la section « Notes et références ».
Pour les articles homonymes, voir Claude Renard.
Claude-Louis Renard dit « Claude Renard » (né à Paris le 4 février 1928 et mort le 11 mars 2005) est un cadre d'entreprise, amateur d'art, qui fonda en 1967 le service Recherches Art et Industrie de la Régie Renault et commença la première grande collection d'entreprise d'art contemporain en France.
Dès le début, Claude Renard veut se démarquer du mécénat traditionnel et invite des artistes à côtoyer le monde industriel. La Régie Renault accepte sa proposition et met à la disposition d'Arman, Dubuffet, Jesús Rafael Soto, Takis, Tinguely, Vasarely, et bien d'autres, des moyens techniques, du matériel industriel et des espaces pour réaliser des œuvres de grandes dimensions.

## Biographie
Diplômé de l'Institut d'études politiques, Claude Renard entre à la Régie Renault en 1954, à la direction du personnel et des relations sociales, dont il devient chef de Service puis adjoint au directeur. Il est envoyé en mission dans les différents pays d'Europe de 1959 à 1962, puis aux États-Unis en 1962 et 1963, où il occupe les fonctions de market research manager. À son retour en France, il est d'abord chargé des relations avec la presse étrangère, puis dirige les bourses Renault « Départ dans la vie ».
En 1967, il propose au président de créer le service Recherches Art et Industrie basé sur une politique d’incitation à la création ; Arman est le premier à bénéficier de cette initiative. Dès 1968, des dotations sont attribuées aux artistes et des expositions commencent à être régulièrement organisées en France et à l'étranger. 
En 1973, un ensemble d'intégrations à l'architecture débute à l’occasion de la construction du siège de la régie au Point du Jour à Boulogne-Billancourt. Des œuvres importantes sont réalisées dans ce cadre, à l’exception du monumental Salon d’Été de Jean Dubuffet, prévu pour les jardins, dont le budget se révèle, au bout d'un an d'études et de travaux, très supérieur à celui accepté par l'entreprise.
En 1976, Claude Renard crée un centre d'art contemporain dans l'abbaye de Sénanque puis l'association (loi de 1901) L'Incitation à la Création et présente chaque année des expositions exclusivement réservées aux œuvres nées de dotations.
En 1985, les activités de Recherches Art et Industrie sont arrêtées en raison de la situation économique de l'entreprise. Seule L'Incitation à la Création continue d’exister mais doit chercher de nouveaux partenaires pour son financement jusque-là exclusivement assuré par la Régie Renault. Par ailleurs, en 1985, les moines reprennent possession de Sénanque et l’association s’installe alors dans l'abbaye de Montmajour. 
En 1986, Claude Renard quitte la Régie Renault et poursuit à titre privé les relations privilégiées qu’il avait établies avec les artistes. Il continue à voyager et à suivre de près l’art de son temps. 

## Les artistes et leurs réalisations

### Aides techniques 1967-1972
- César (sculpteur) : fourniture de pièces automobiles pour expansions, fabrication de compressions diverses peintes et chromées
- Claude Viseux : recherches dans les usines de pièces de camions, tracteurs et automobiles pour réaliser des sculptures
- Pol Bury : prise en charge technique et mise au point d’un prototype pour des colonnes animées, aujourd'hui à la Fondation Maeght
- Jean Dubuffet : relevé de la maquette Villa Falbala par la machine Delta 3 D
- Nicolas Schöffer : étude d’un véhicule spécifique pour constituer la base roulante d’une sculpture « Chronos 10 » et réalisation du prototype roulant
- Victor Vasarely : étude pour un « Signal » en tôle émaillée pour Flaine
- Robert Rauschenberg : étude d’une automobile « transparente » prévue pour recevoir des applications sérigraphiques

### Intégration
- Réalisées en 1973-1974 au nouveau siège de la Régie Renault, quai du Point-du-Jour, Boulogne-Billancourt : 
  - Arman : 2 reliefs de six mètres de long dans les couloirs du 8e étage
  - Jean Dewasne : 4 panneaux de bois recouverts d’aluminium anodisé, puis, plus tard, création d’un mural d’environ 20 mètres pour le bâtiment des ordinateurs à la demande du personnel (1978)
  - Jean Dubuffet : 21 découpes du cycle de L'Hourloupe pour les 6 salons de la direction au 8e étage. Projet du Salon d’Eté, environnement extérieur
  - Sam Francis : une grande toile pour le bureau du président Bernard Hanon en 1980
  - Julio Le Parc : peinture murale courant sur tous les murs de la cafétéria au sous-sol
  - Jesús Rafael Soto : environnement global dans le hall d’entrée et dans le self-service
  - Takis : 2 reliefs magnétiques dans le couloir du sous-sol
  - Luis Tomasello : murs et plafond constitués de lames parallèles colorées sur leur face interne, salle de conférence au deuxième sous-sol
  - Victor Vasarely : 29 panneaux pour les salles à manger des cadres au 8e étage
- Bâtiments du bureau d’études de Rueil (1979-1980) :
  - Jean Degottex : mur de brique dans la salle de conférence
  - Simon Hantaï : 4 panneaux pour la cafétéria et le restaurant self-service
- Nouvelle usine à Cacia au Portugal (1982) :
  - Gottfried Honegger : mise en couleur de l’usine comprenant un ensemble d’œuvres en céramique sur les façades et de murs peints à l’intérieur des ateliers
- Usines Renault de Flins (1984) :
  - Jesús-Rafael Soto : hall d’entrée de l’usine

### Dotations

#### Avec des expositions
- Organisées en partie ou en totalité par Recherches Art et Industrie :
  - Arman : 
    - 1967 : premiers contacts avec Arman et réalisation de la Victoire de Samothrace (accumulation d’ailes de Renault 4) pour la foire internationale de Montréal.
    - 1967-1968 : 60 Accumulation Renault exécutées avec des matériaux et pièces en série mises à disposition par Renault, exposées à la Biennale de Venise en 1968, et dans de nombreux musées européens.
    - 15 mars-14 septembre 1970 : 16 pièces monumentales construites pour la foire internationale d'Osaka.

  - Jean-Michel Sanejouand :
    - 1973-1974 « Les organisations d’espaces de Sanejouand » au Centre national d'art contemporain à Paris en 1973, ICC à Anvers, au Palais des beaux-arts à Bruxelles en 1974.

  - Jean-Pierre Raynaud :
    - 1972 « Rouge Vert Jaune Bleu » au musée des arts décoratifs à Paris

  - Jean Dewasne :
    - Les « Antisculptures » au musée d’Art moderne de la Ville à Paris en 1975, et dans différents musées européens

  - Pol Bury :
    - « 25 tonnes de colonnes » au Museum Boymans à Rotterdam, puis à Oslo, New-York, Los Angeles et Tokyo, et aujourd'hui à la fondation Maeght à Saint-Paul de Vence en 1974.

  - Jean Dubuffet :
    - « Jean Dubuffet. Paysages castillans, sites tricolores » au Centre national d'art contemporain à Paris en 1975

  - Jean Tinguely :
    - « Pitstop » à base de pièces de voitures F1 Renault, réalisé en 1984-1985, exposé à la Kunsthalle de Berne et à la Biennale de Paris en 1985 aujourd'hui au musée Tinguely à Bâle.

  - James Rosenquist :
    - « Eau de Robot » exposé à « Automobile and Culture » au MOCA, Los Angeles en 1984 et à la Biennale de Paris en 1985

  - John Baldessari :
    - une œuvre monumentale (assemblage photographique) en 1984 pour « Automobile and culture » au MOCA à Los Angeles

  - Tony Berlant :
    - assemblage « Auto-Fortuna » en 1984 pour « Automobile and culture » au MOCA à Los Angeles

  - Annette Messager :
    - 1 œuvre monumentale « Les chimères de la route » présentée à « Automobile and Culture » au MOCA à Los Angeles

- À l'abbaye de Sénanque dans le Vaucluse[1] :
  - Marc Devade mai 1977-juin 1977
  - Jesús-Rafael Soto juillet-août 1977
  - Claude Viallat juin-juillet 1978
  - Gottfried Honegger juillet-septembre 1978
  - Jean Degottex août-octobre 1979
  - Sam Francis mai-août 1980
  - Simon Hantaï mai-juin 1981
  - Jean Tinguely juillet-août 1981
  - Dominique Gauthier septembre-octobre 1981
  - Claude Caillol, Jean-Marc Ferrari, Marc Aurelle avril-mai 1982
  - Mel Bochner mai-juin 1982
  - Jan Dibbets juin-août 1982
  - Georges Noël mai-juillet 1983
  - Liga Pang mars-mai 1983
  - Antoni Tàpies juillet-août 1983
  - Alain Clément septembre-octobre 1983
  - Pierre Alechinsky mai-septembre 1984
  - Hans Birkemeyer, Jean Laube, Anne Vidal septembre-octobre 1984
  - Antonio Saura juillet-octobre 1985
- À l'abbaye de Montmajour dans les Bouches-du-Rhône[2] :
  - Eduardo Chillida juillet-octobre 1985
  - Antonio Saura septembre-novembre 1985
  - Erró avril-juin 1986
  - Antoni Tàpies juillet-octobre 1986
  - Alain Léonési septembre-octobre 1986
  - Alain Clément décembre 1986-avril 1987

#### Sans exposition
- Jean Tinguely : Plateau agriculturel 1973-1978
- Takis : 6 sculptures musicales 1974
- Jacob El Hanani : une œuvre murale 1975
- Louis Cane : ensemble de 3 toiles 1975
- Simon Hantaï : 9 toiles dont un triptyque 1976
- Dominique Thiolat : sept toiles et un triptyque 1977
- Martin Barré : un ensemble de 14 toiles indissociables 1977
- Hervé Télémaque : un ensemble de six collages indissociables « Maisons rurales » 1979
- Arman : traité de la mécanique 1979
- Jules Olitski : une toile « Third Light of Zion » 1980
- Simon Hantaï : un assemblage sérigraphique (maquette pour l’intégration de Rueil) et un grand collage papier 1980
- Peter Briggs : 4 sculptures 1981
- Valerio Adami : 3 aquarelles 1981
- Marie-Jo Lafontaine : une vidéo 1981
- Takis : relief « Télélumières » 1981
- Bernard Frize : une suite de six peintures 1982
- Roberto Matta : une toile Soixante-quand datée de 1970 + quatre dessins 1982
- Joseph Beuys : « vingt arbres » pour la documenta 7 à Cassel (Université libre) 1982
- Jules Olitski : une toile « Jan Seven » 1982
- Arman : 7 toiles 1982
- Christian Boltanski : 7 œuvres photographiques 1982
- Dan Graham : participation à l’étude et à la réalisation d’une œuvre pour la Kunsthalle de Berne, avec droit de reconstruction 1982
- Jesús Rafael Soto « Espace Renault » 1982
- Claude Viallat : 6 œuvres 1982
- Hans Van Hoek : 3 peintures 1982
- Arman : « Espace Renault » 1983
- Eduardo Arroyo : 2 peintures 1983
- Alain Jacquet : 6 œuvres sérigraphiques 1983
- Henri Michaux : un ensemble de 30 œuvres en prévision d’une exposition à Sénanque (non réalisée) 1983
- Martial Raysse : 3 toiles 1983
- Bernard Moninot : 8 œuvres dont 4 « Grandes Ombres » (panoptiques) + 4 assemblages 1983
- Anne et Patrick Poirier : une sculpture monumentale « Mimas » 1983
- Valerio Adami : 3 toiles 1984
- Nicolas Alquin : 4 sculptures 1984
- Alain Jacquet : 3 toiles 1984
- Jacques Monory : un triptyque « Dynamobile » 1984
- Gérard Thupinier : une toile 1986